# Santa Lucía del Camino
Santa Lucía del Camino is een voorstad van Oaxaca in de Mexicaanse deelstaat Oaxaca. Santa Lucía del Camino heeft 42.570 inwoners (census 2005) en is de hoofdplaats van de gemeente Santa Lucía del Camino.